# Tragiscomoides minettii
Tragiscomoides minettii – gatunek chrząszcza z rodziny kózkowatych i podrodziny zgrzypikowych. Jedyny przedstawiciel rodzaju Tragiscomoides.

## Zasięg występowania
Afryka Wschodnia, występuje w Tanzanii.